# La disciplina della Terra
La disciplina della Terra è il quindicesimo album musicale di Ivano Fossati uscito nel 2000.

## Tracce
Testi e musiche di Ivano Fossati tranne dove diversamente indicato.
1. La mia giovinezza – 4:43
2. Treno di Ferro (Ai ragazzi che partono, in pace e in guerra) – 6:20
3. La disciplina della Terra – 3:41
4. Invisibile – 5:52
5. Sono tre mesi che non piove – 4:45
6. Angelus[2] – 3:07
7. Iubilaeum bolero (Ai giubilanti dell'anno Duemila) – 9:22
8. La rondine – 3:31 (tradizionale)
9. Il motore del sentimento umano – 3:09
10. Dancing sopra il mare (Panama, parte seconda e finale) – 2:38
11. Finale (Al tempo che si muove) – 3:29

## Formazione
- Ivano Fossati - voce, pianoforte, glass flute, armonium, chitarra classica
- Walter Keiser, Claudio Fossati - batteria e percussioni
- Beppe Quirici, Andrea Cavallari - basso
- Roberto Gatto - batteria
- Dario Faiella, Fabrizio Barale, Paolo Archetti Maestri - chitarra elettrica
- Riccardo Tesi - organetto
- Francesco Saverio Porciello - chitarra classica
- Pietro Cantarelli - tastiera
- Eugenio Merico - percussioni
- Fabio Martino - fisarmonica
- Edoardo Lattes - contrabbasso
- Louise Hopkins - violoncello
- Enrico Rava - tromba, flicorno
- Gianluigi Troversi - sax contralto, clarinetto
- Luvi De André - voce
- Mercedes Martini - voce recitante
- Gianfranco Lombardi - direttore d'orchestra
- London session orchestra'
- Le giaculanti genovesi - cori